# سانت‌آنجلو ا سکالا
سانت‌آنجلو ا سکالا (به ایتالیایی: Sant'Angelo a Scala) یک کومونه در ایتالیا است که در استان آولینو واقع شده‌است. سانت‌آنجلو ا سکالا ۱۰ کیلومتر مربع مساحت و ۷۲۴ نفر جمعیت دارد.